# Орден Дружби (КНР)
Орден дружби (кит.: 友谊勋章; піньїнь: Yǒuyì Xūnzhāng) — поряд з орденом Республіки найвищий орден пошани Китайської Народної Республіки. 27 грудня 2015 року Постійний комітет Всекитайських зборів народних представників (NPCSC) прийняв закон про заснування двох національних орденів — Ордену республіки та Ордену дружби, заснованих 1 січня 2016 року.
Медаль Дружби нагороджується іноземцями, які зробили видатний внесок у соціалістичну модернізацію Китаю, сприяння обміну та співпраці між Китаєм і зарубіжними країнами, а також захист миру у всьому світі. Усі одержувачі співпрацювали та брали активну участь у підтримці соціального, культурного, економічного та міжнародного розвитку Китаю різною мірою.
Перший Орден дружби президент Сі Цзіньпін вручив Володимиру Путіну, президенту Росії, 8 червня 2018 року.

## Історія
У серпні 2015 року 16-та сесія Постійного комітету Всекитайських зборів народних представників XII скликання вперше розглянула Закон Китайської Народної Республіки про державні ордени та національні почесні звання (проект).
У грудні 2015 року в Пекіні відбулася 18-та сесія Постійного комітету Всекитайських зборів народних представників XII скликання, на якій вдруге розглядався Закон КНР про державні ордени та національні почесні звання (проект). У січні 2016 року нарешті був виданий Закон Китайської Народної Республіки про державні ордени та національні почесні звання, яким було засновано Орден дружби.
У червні 2018 року відбулося вручення першого ордену Дружби. За згодою Центрального комітету Комуністичної партії Китаю (КПК) у Великій залі відбулася церемонія нагородження державними медалями та державними відзнаками Китайської Народної Республіки. На церемонії були присутні Президент Китайської Народної Республіки, Генеральний секретар КПК і Голова Центральної військової комісії, які виступили з промовами.

## Зовнішній вигляд
Основні кольори Ордену дружби — золотий і синій. Тіло медалі приймало різні елементи; Голуб, який символізує мир і любов, розміщений у центрі пластини медалі, тоді як земля також вигравірувана на нижній частині голуба, а потім знак рукостискання, що символізує дружнє ставлення Китаю до інших країн. Табличка медалі оточена пелюстками лотоса, квітки, яка символізує чистоту, мир і гармонію в традиційній китайській культурі.  навіть більше, традиційні елементи можна спостерігати з ланцюжка медалі дружби. Це включає в себе використання китайських декоративних вузлів (солідарність), квітів півонії (багатство/процвітання), нефриту (земля) і сприятливих хмар (удача/щастя). Усі ці символічні елементи не лише представляють багатство традиційної китайської культури, але й передають бажання Китаю спільного процвітання та розвитку в усьому світі. 
Вся медаль виготовлена вручну традиційними ремеслами. Прикладом може бути філігранна інкрустація, яка також відома як мистецтво тонкого золота.  Таку традиційну техніку виготовлення можна помітити особливо на пелюстках лотоса, а також на вигравіруваних золотих символах. Ще одна техніка, яка заслуговує на увагу, — шовкова емаль, яка використовується для виготовлення більшості синіх частин медалі Дружби. Синій колір не тільки виділявся з-поміж решти золотих медалей, але також використовується для прикрашання символіки спокійного та стабільного кольору в традиційній китайській культурі.

## Політика та правила

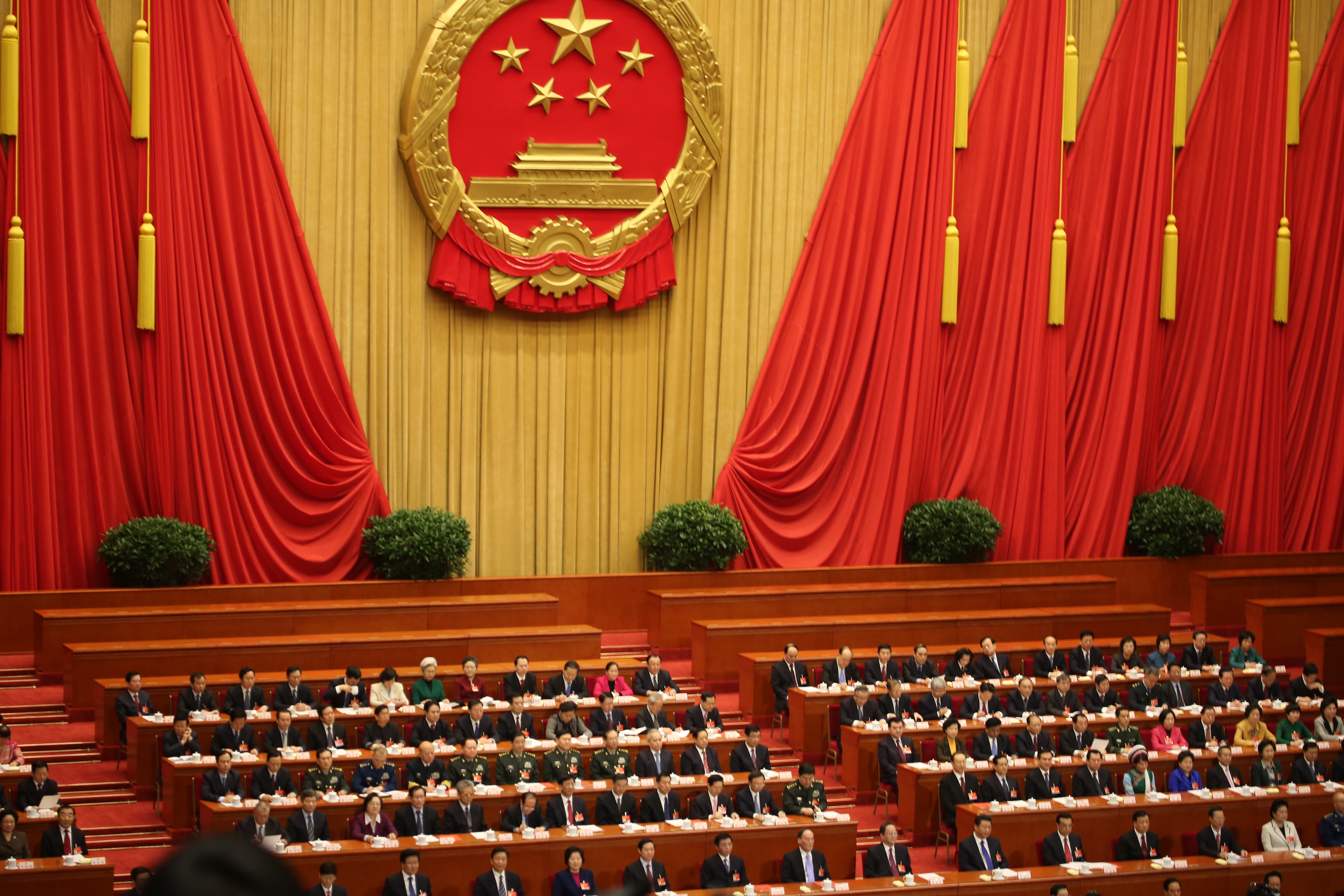
Дванадцяті Національні Збори Народних Представників

Згідно Закону Китайської Народної Республіки про державні ордени та національні почесні звання державні ордени та державні відзнаки можуть бути нагороджені посмертно. Будь-який лауреат, який протягом життя зробив видатний внесок і відповідає умовам для нагородження медаллю Дружби, як це передбачено цим законом, і який помер до введення в дію, може бути нагороджений державними медалями та державними відзнаками посмертно.
Крім того, державні медалі та державні відзнаки діють довічно, але можуть бути відкликані. Постійний комітет Всекитайських зборів народних представників (NPCSC) має право відкликати Орден дружби, якщо нагороджений був засуджений до позбавлення волі за злочин або вчинив інші серйозні порушення закону чи дисципліни. Подібне подальше користування державними медалями та державними відзнаками могло серйозно зашкодити репутації найвищої національної відзнаки. Тому NPCSC екстрено проведе засідання, щоб обговорити та проголосувати за скасування конкретної медалі дружби.
У разі смерті нагородженого державними медалями та державними відзнаками одержані ним медалі, нагороди та грамоти зберігаються у його спадкоємців або осіб, які їх уповноважують; якщо немає спадкоємців або правонаступників, вони можуть бути стягнені та зберігаються державою. 

## Одержувачі
| Ім'я                  | Громадянство | Посада                                                             | Дата               | для |
| --------------------- | ------------ | ------------------------------------------------------------------ | ------------------ | --- |
| Володимир Путін       | Росія        | Президент Росії                                                    | 8 червня 2018 року | Визнання довгострокової прихильності президента Путіна сприяти розвитку добросусідства та всебічного стратегічного партнерства співпраці між Росією та Китаєм. |
| Нурсултан Назарбаєв   | Казахстан    | 1-й президент Казахстану                                           | 28 квітня 2019 р   | Китай запропонував ініціативу будівництва Економічного поясу Шовкового шляху, яка отримала ентузіазм і плідну співпрацю з боку першого президента Назарбаєва та всіх верств казахстанського суспільства. Він також сприяв активному розвитку Шанхайської організації співробітництва та Наради із взаємодії та заходів зміцнення довіри в Азії.                                              |
| Рауль Кастро          | Куба         | Перший секретар Комуністичної партії Куби, колишній президент Куби | 29 вересня 2019 р  | Рауль Кастро підтримує Китай, щоб він відігравав більшу роль у міжнародних та регіональних справах. Він також є важливим засновником китайсько-кубинських відносин, активним прихильником і пропагандистом китайсько-латиноамериканських відносин. |
| Маха Чакрі Сіріндхорн | Таїланд      | Принцеса Таїланду                                                  | 29 вересня 2019 р  | Вона зробила незамінний і видатний внесок у розвиток китайсько-тайських відносин, отримавши глибоке розуміння Китаю, активно розвиваючи традиційну китайську культуру та поширюючи китайсько-тайську дружбу. Вона також глибоко стурбована китайським народом і була першою, хто простягнув руку допомоги після землетрусів у Веньчуані та Юйшу та інших великих стихійних лих.              |
| Салім Ахмед Салім     | Танзанія     | Колишній прем'єр-міністр Танзанії                                  | 29 вересня 2019 р  | Салім зробив видатний внесок у передачі місця Китаю в ООН до КНР. Він завжди виступав за те, що Китай і Африка повинні постійно зміцнювати дружні стосунки. Салім хотів би отримати нагороду особисто, але не зміг приїхати до Китаю за станом здоров'я. Тому замість нього на церемонію нагородження прийшла його дочка.                                                                    |
| Галина Кулікова       | Росія        | Перша заступниця голови Асоціації російсько-китайської дружби      | 29 вересня 2019 р  | У 1989 році була обрана першим віце-президентом Товариства російсько-китайської дружби і перейшла працювати в посольство Росії в Китаї. Кулікова завжди була віддана розвитку дружніх відносин з Китаєм і зробила видатний внесок у просування китайсько-російської дипломатії між людьми.                                                                                                   |
| Жан-П'єр Раффарен     | Франція      | Колишній прем'єр-міністр Франції                                   | 29 вересня 2019 р  | Будучи прем'єр-міністром Франції, Раффарен наполягав на тому, щоб відвідати Китай, як було заплановано, під час спалаху SARS і надав велику політичну та емоційну підтримку китайському народу. Він був присутній на першому форумі міжнародної співпраці «Один пояс, один шлях» і активно сприяв об'єктивному розумінню всіх секторів Франції та Європи у співпраці «Один пояс, один шлях». |
| Ізабель Крук          | Канада       | Вихователь                                                         | 29 вересня 2019 р  | Ізабель Крук півстоліття працювала в Пекінському університеті іноземних досліджень і була піонеркою у викладанні англійської мови та реформі освіти в новому Китаї. Вона підготувала для нового Китаю велику кількість іноземних мовників і зробила видатний внесок у розвиток китайської освіти.                                                                                            |
| Нородом Монінеат      | Камбоджа     | Камбоджійська королева-мати                                        | 6 листопада 2020 р | Нородом Монінат брала активну участь у справі китайсько-камбоджійської дружби та була свідкою розвитку нового Китаю. Вона з особливими почуттями ставиться до китайського народу і активно підтримує обміни та співпрацю між двома країнами в різних сферах. |